# Kleiner Gleichberg
Der Kleine Gleichberg ist der mit 641,3 m ü. NHN etwas kleinere der beiden singulären Gleichberge östlich Römhilds in der Landschaft Grabfeld im Landkreis Hildburghausen, Thüringen. Auf ihm befindet sich das keltische Oppidum Steinsburg.
Bedingt durch die Nähe seines weniger als 3 km entfernten und mit 679 m noch etwas höheren Großen Bruders ist der Kleine Gleichberg nicht sonderlich dominant. Jedoch beträgt seine Prominenz mehr als 200 m.
Ein Wanderweg führt vom unmittelbar am Sattel zwischen beiden Gleichbergen gelegenen Steinsburgmuseum annähernd geradeaus bis fast auf den Gipfel, um diesen erst auf den letzten Höhenmetern spiralförmig einzukreisen.
Vom steinernen Plateau auf dem Gipfel des Kleinen Gleichbergs genießt man, speziell im Winter, eine gute Rundumsicht auf den Thüringer Wald, die entferntere Rhön, die Haßberge, Burgruine Straufhain die Veste Coburg etc., die im Sommer, je nach Himmelsrichtung und durch die Belaubung, zum Teil eingeschränkt wird.

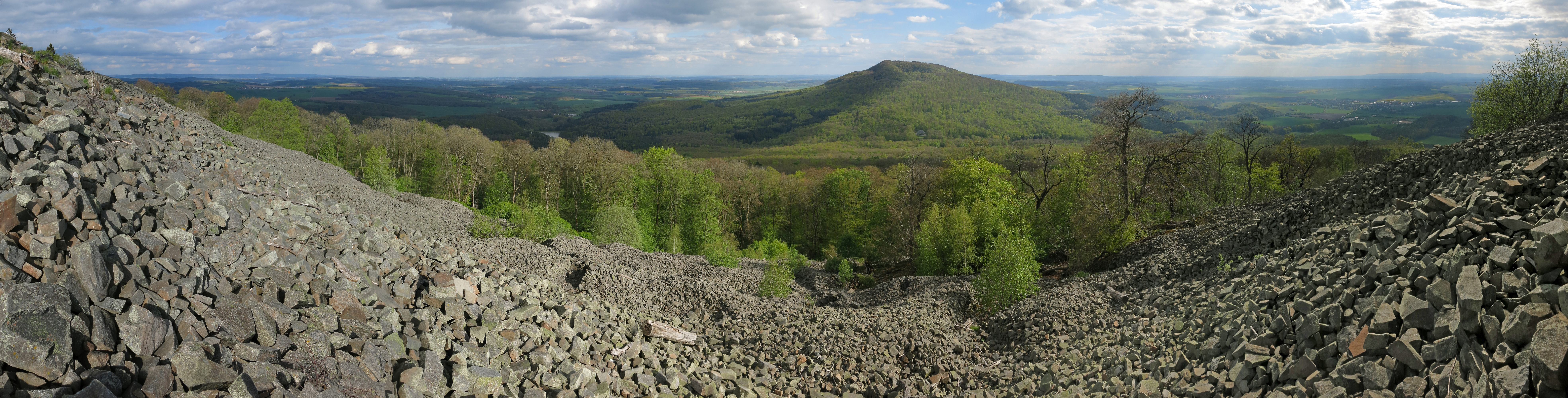
Blick über die Blockhalde am Gipfel des Kleinen Gleichbergs in südliche Richtung